# Euophrys testaceozonata
Euophrys testaceozonata là một loài nhện trong họ Salticidae.
Loài này thuộc chi Euophrys. Euophrys testaceozonata được Lodovico di Caporiacco miêu tả năm 1922.